# Leistungssportbeschluss
Leistungssportbeschluss, celým názvem Grundlinie der Entwicklung des Leistungssports in der DDR bis 1980, bylo usnesení politbyra Sjednocené socialistické strany Německa, přijaté 8. dubna 1969, které se týkalo rozvoje vrcholového sportu. Účelem byla propagace Německé demokratické republiky ve světě prostřednictvím sportovních úspěchů, konkrétně byl stanoven cíl být na Letních olympijských hrách 1972 v západoněmeckém Mnichově úspěšnější než domácí výprava. To se podařilo: NDR získala na olympiádě dvacet zlatých medailí a NSR třináct zlatých.
Sport byl v NDR provozován centrálně pod vedením organizace Deutscher Turn- und Sportbund, jejímž předsedou byl Manfred Ewald. Došlo k rozsáhlé výstavbě moderních sportovišť, talentovaní sportovci se od dětství připravovali ve specializovaných sportovních školách pod vedením špičkových trenérů, součástí programu byl i státem řízený doping. Snaha o co nejlepší umístění v olympijském pořadí národů vedla k soustředění úsilí na ty disciplíny, v nichž lze získat co nejvíce medailí, zatímco neolympijské sporty a většina kolektivních sportů zůstaly bez státní podpory a většinou se přestaly na mezinárodní úrovni provozovat.

## Preferované sporty

### Letní sporty
atletika, box, cyklistika, fotbal, gymnastika, házená, jachting, jezdectví, judo, kanoistika, plavání, skoky do vody, sportovní střelba, sportovní šerm, veslování, volejbal, vzpírání, zápas

### Zimní sporty
běh na lyžích, biatlon, jízda na saních, krasobruslení, rychlobruslení

## Ostatní
alpské lyžování, basketbal, lední hokej, moderní pětiboj, motoristický sport, pozemní hokej, stolní tenis, šachy, tenis, vodní pólo